# Polystemma guatemalense
Polystemma guatemalense är en oleanderväxtart som först beskrevs av Rudolf Schlechter, och fick sitt nu gällande namn av W.D.Stevens. Polystemma guatemalense ingår i släktet Polystemma och familjen oleanderväxter. Inga underarter finns listade i Catalogue of Life.